# Сети связи иерархических систем
Сети связи иерархических систем (англ. hierarchical communication system) (технологические, ведомственные, корпоративные сети) — сети электросвязи в системах, где оборудование: разделено на уровни; между последовательными уровнями имеются связи; оборудование более выского уровня имеет большие функции или работает в большей географической зоне. Уровни могут являться локальными сетями. Для крупных систем с иерархическим управлением к надежности передачи разных типов информации существуют различные требования (исключением являются аварийные сигналы).:5 Многоступенчатое (иерархическое) управление с использованием технологий телемеханики вознкает в сложных протяженных объектах (например, энергосистемах). Для некоторых процессов, особенно связанных со опасностью взрыва, выделения вредных газов или излучениями те же технологии используются и на близких расстояниях. Наиболее важная информация передается транзитом в вышестоящий или центральный пункт управления. Остальная информация обрабатывается и в вышестоящие пункты передается информация о сводных параметрах. С вышестоящих уровней поступают команды подчиненным пунктам об оптимальных параметрах работы на ближайший период времени.:3
Каналы связи локально расположенных объектов, как правило, принадлежат самой организации. Каналы связи протяженных объектов могут абонироваться у организаций связи.:15

## Россия
В российском законодательстве используется термин технологические сети связи  — сети электросвязи для обеспечения производственной деятельности организаций, управления технологическими процессами в производстве. Технологии и средства связи, применяемые для создания технологических сетей связи, а также принципы их построения устанавливаются собственниками или иными владельцами этих сетей.:Ст.15 Технологические сети выделяют по охватываемой территории. Кроме внутрипроизводственной технологической сети по этому критерию, например, выделяют: городские, сельские, междугородние сети и т.д. Для телефонной связи учрежденческую технологическую связь относят к местной телефонной сети (вместе с городскими и сельскими сетями). В отличие от технологической сети связи, в выделенных сетях связи происходит только возмездное оказание услуг.:Ст.14
Для значительного количества типов технологической связи характеристики передаваемых электрических сигналов не укладываются в нормы единой сети электросвязи.:5 Из-за ограничений на передачу по существующим телефонным и телеграфным сетям возникли сети с постоянными соединениями, называемые в мировой практике частные сети. Взаимодействие частных с общими сетей с общими происходит через специальные устройства, например, модемы.:18
К технологическим сетям связи относятся как сети имеющие значительный размер, например сеть железнодорожной электросвязи, так и локальные сети, занимающие ограниченную территорию.

### История

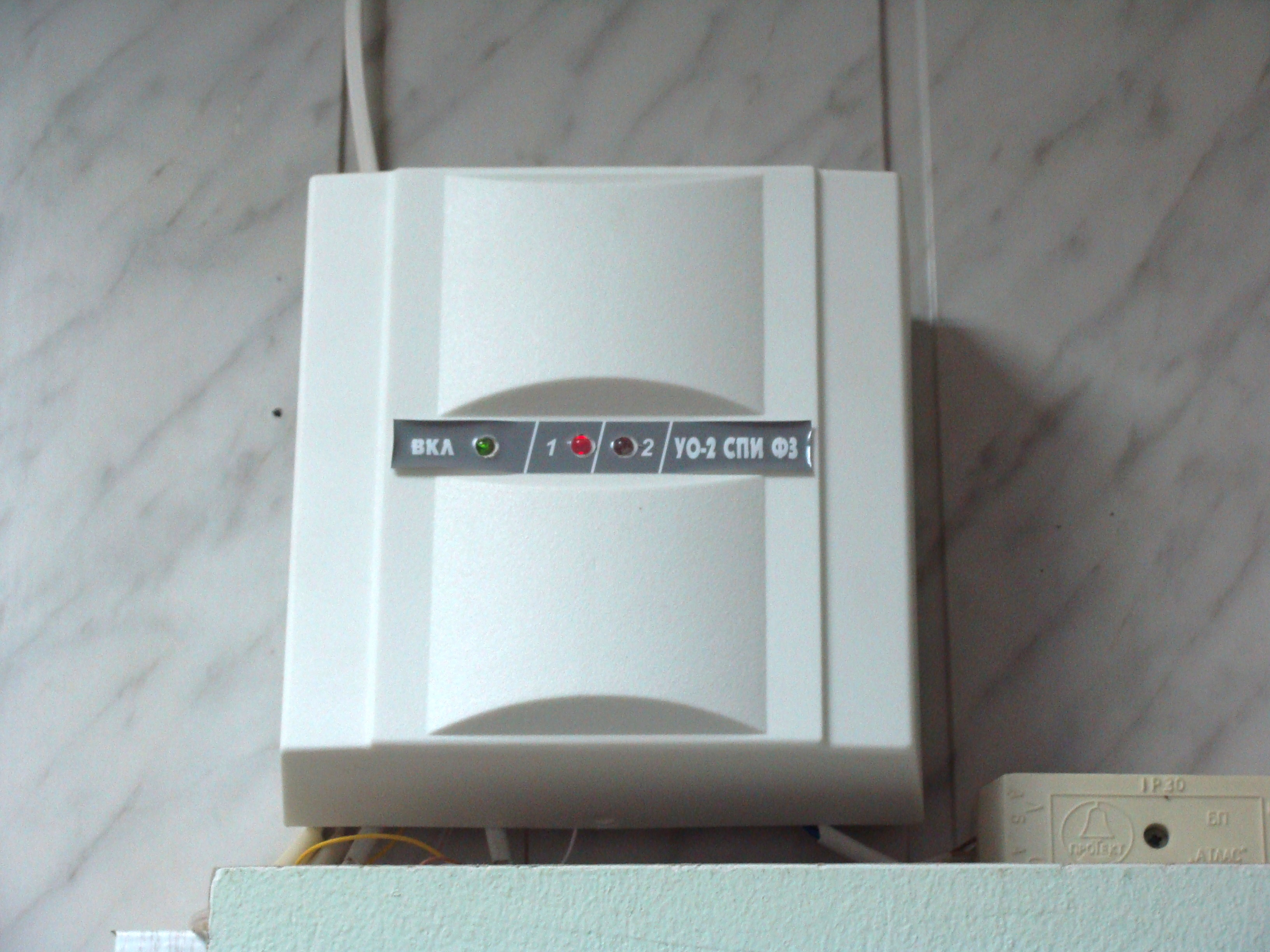
Устройство, передающее сигналы тревожной сигнализации в телефонную сеть связи общего пользования

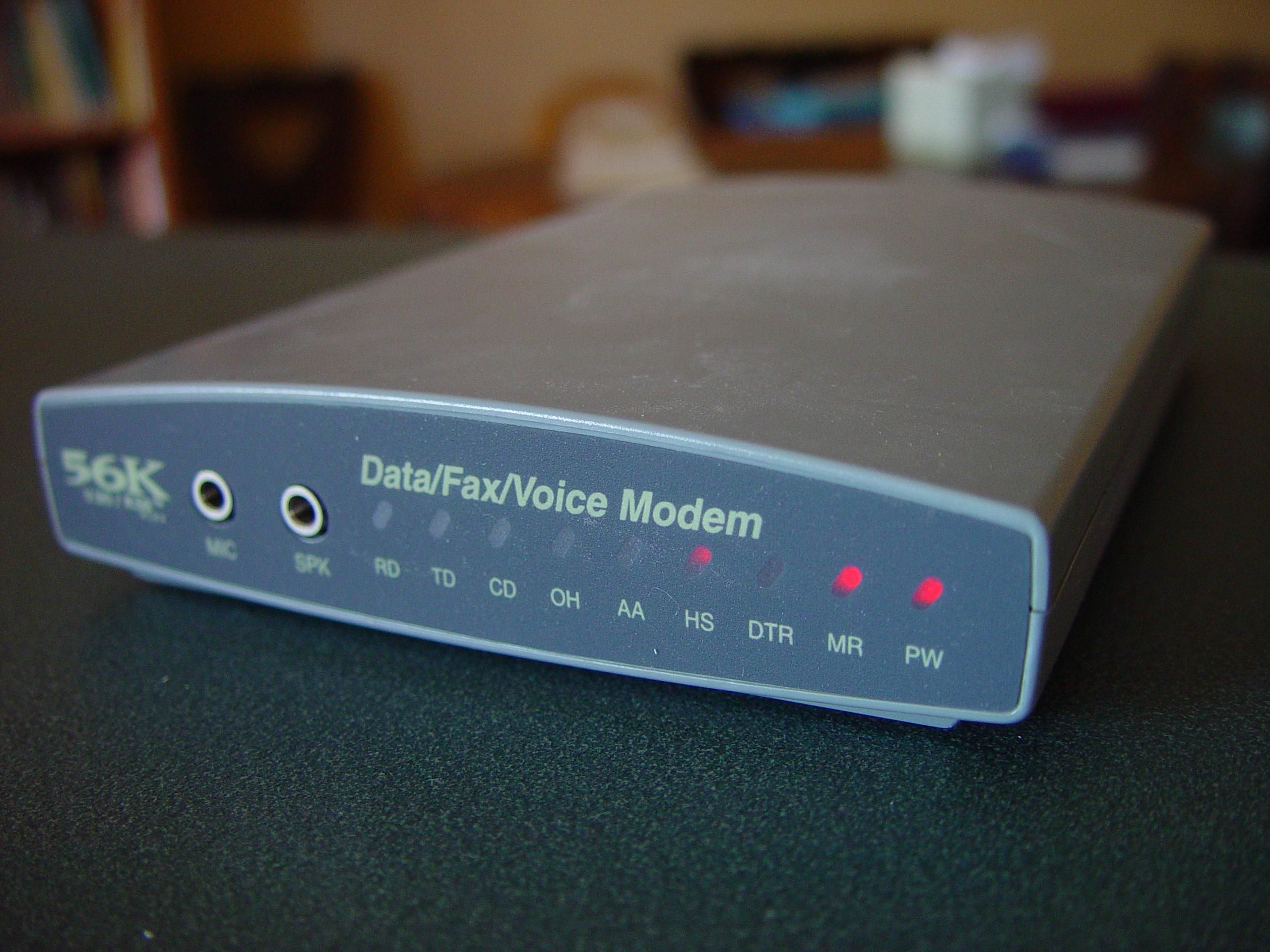
Внешний модем, передающий сигналы частной компьютерной сети в телефонную сеть связи общего пользования

В СССР сети и системы электросвязи в рамках стандартизации разделялись на:
- общегосударственные;
- ведомственные:
  - общепроизводственные;
  - внутрипроизводственные.[10]

В законодательстве к связи внутриведомственного пользования относилась связь обеспечения производственных нужд отдельных отраслей народного хозяйства средствами связи, если эти нужды не обеспечиваются связью общего пользования. К этому виду связи относилась и связь на транспорте.
В 1995 году в российском законодательстве появилось понятие ведомственные сети связи, которое включало сети для производственных и специальных нужд.:Ст. 8
Сети для производственных нужд включали:
- сети общепроизводственной связи;
- сети внутрипроизводственной и технологической связи:
  - связь совещаний;
  - внутрипроизводственную телефонную связь, в том числе громкоговорящую (диспетчерскую связь);
  - внутрипроизводственную телеграфную связь;
  - внутрипроизводственную передачу данных;
  - передачу сигналов телеизмерения, телесигнализации, телеуправления;
  - промышленное телевидение;
  - распорядительно-поисковую связь;
  - тревожную сигнализацию;
  - иные специализированные сети.[13]

В 2004 году в российском законодательстве пропало понятие ведомственные сети связи и появились понятия: технологические сети связи и сети связи специального назначения.:ст. 15, 16